# 1955年臺灣
|        | 臺灣歷史 \| 台灣歷史年表 |
| 世纪： | 19世纪臺灣 \| 20世纪臺灣 \| 21世纪臺灣 |
| 年代： | 1920年代臺灣 \| 1930年代臺灣 \| 1940年代臺灣 \| 1950年代臺灣 \| 1960年代臺灣 \| 1970年代臺灣 \| 1980年代臺灣                                           |
| 年份： | 1950年臺灣 \| 1951年臺灣 \| 1952年臺灣 \| 1953年臺灣 \| 1954年臺灣 \| 1955年臺灣 \| 1956年臺灣 \| 1957年臺灣 \| 1958年臺灣 \| 1959年臺灣 \| 1960年臺灣 |
| 纪年： | 乙未年（羊年）、中華民國44年 |

## 政府

### 國家正副元首

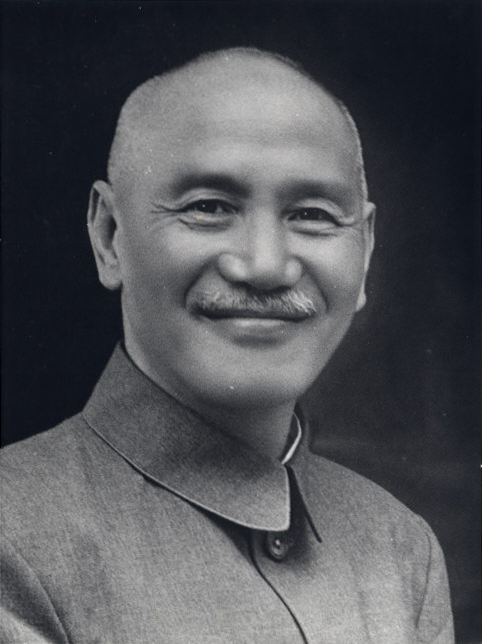
總統：蔣中正
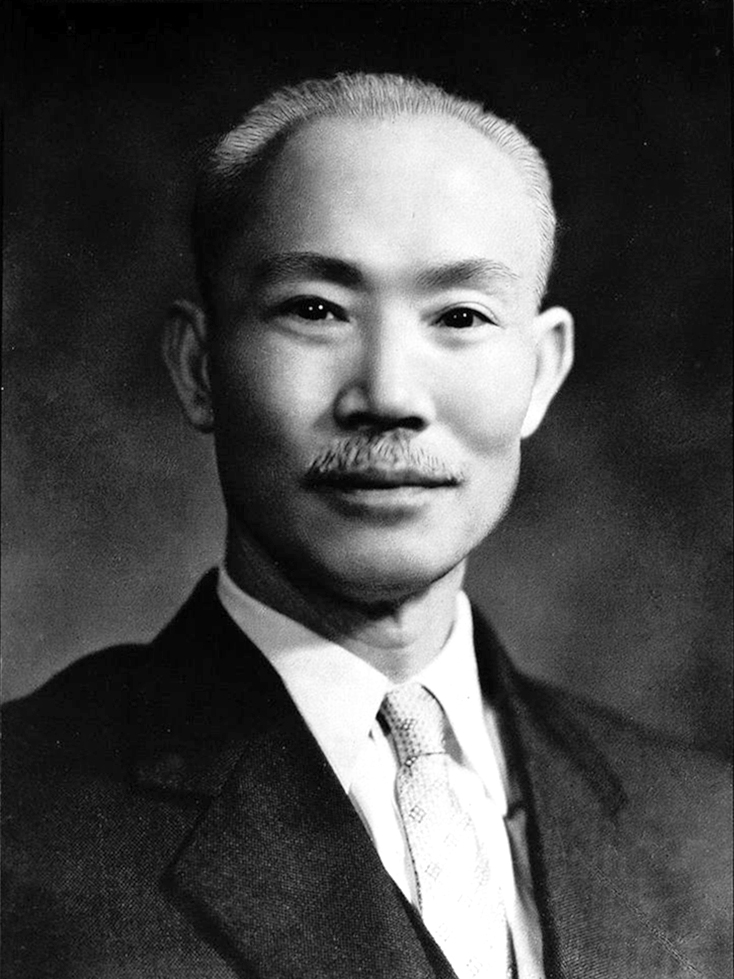
副總統：陳誠

### 五院首長

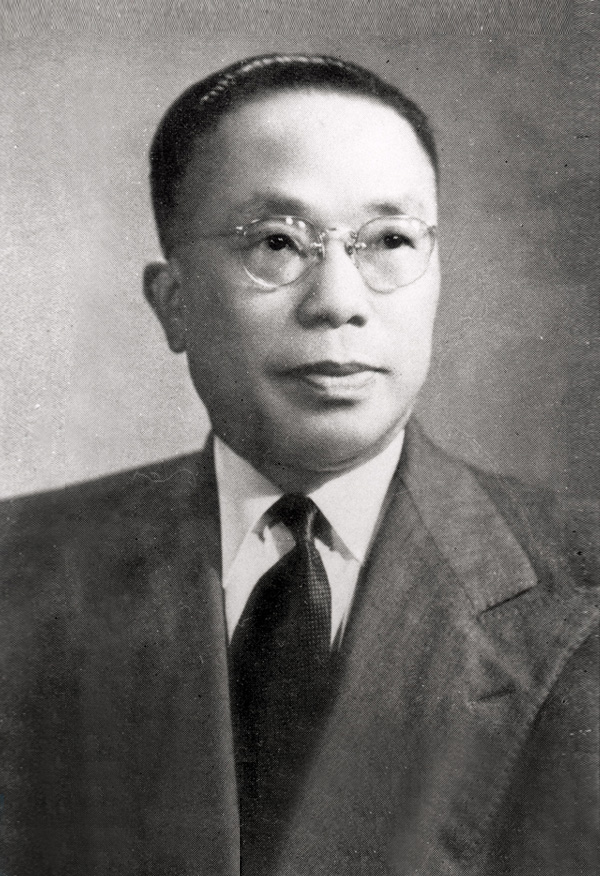
行政院院長：俞鴻鈞
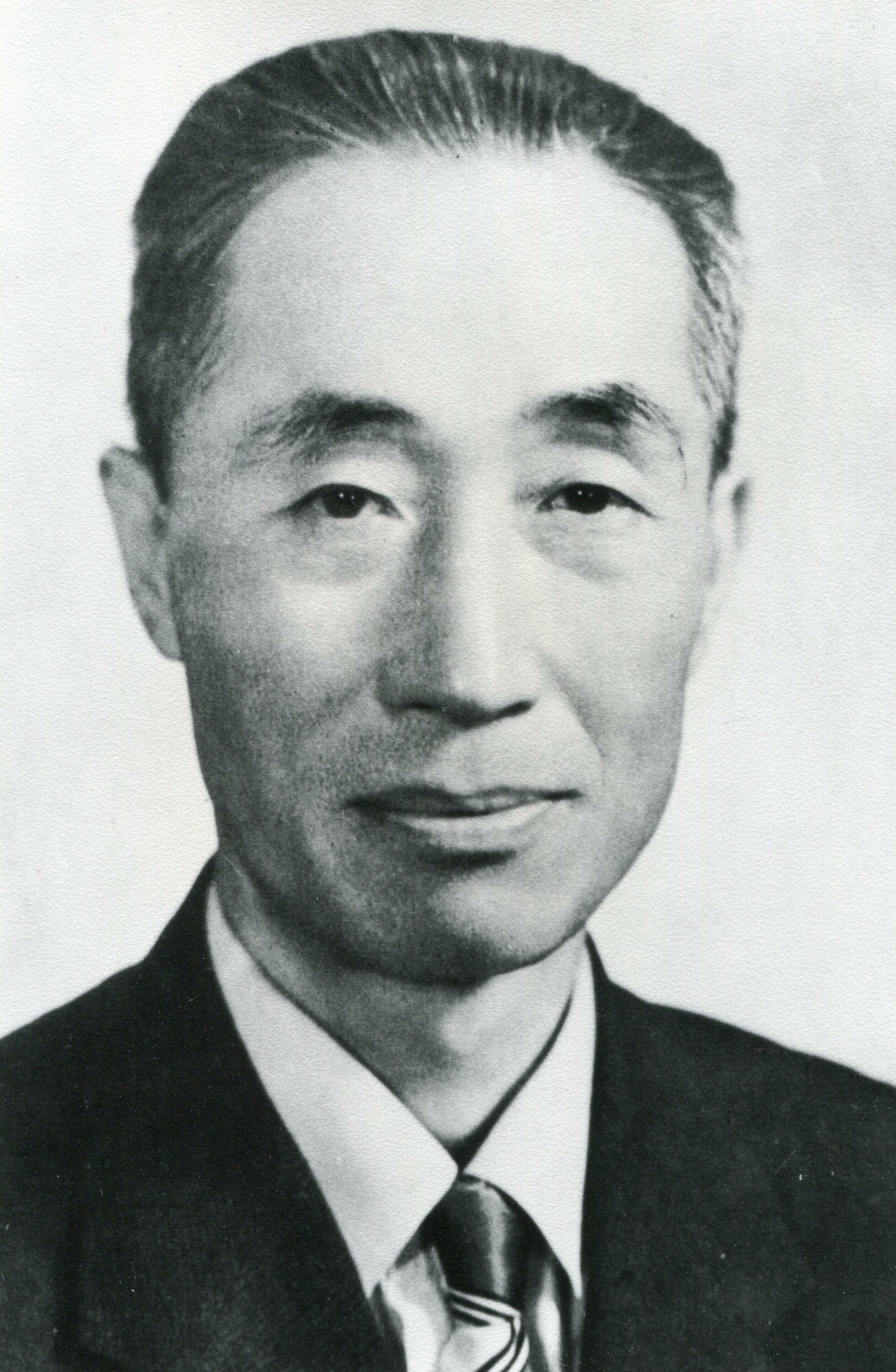
立法院院長：張道藩
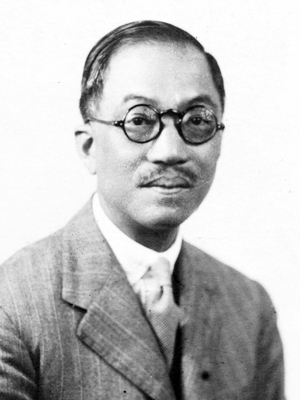
司法院院長：王寵惠
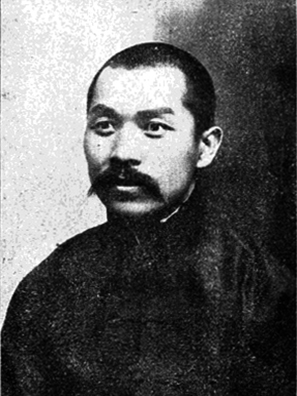
考試院院長：莫德惠
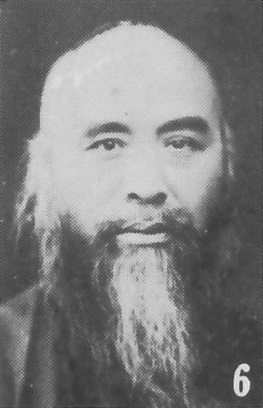
監察院院長：于右任

### 省政府主席

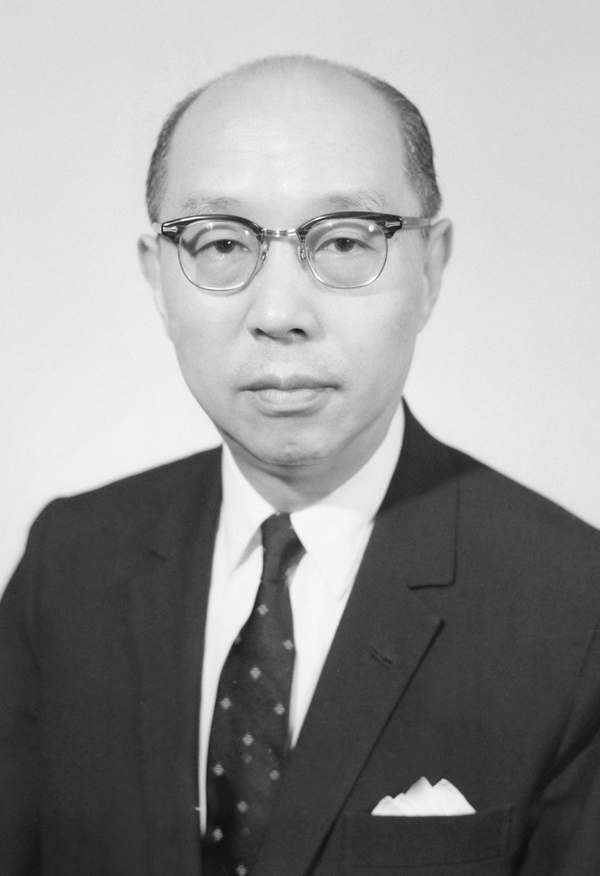
臺灣省政府主席：嚴家淦
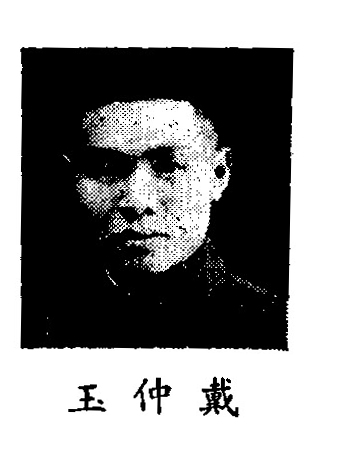
福建省政府主席：戴仲玉

### 成員變動

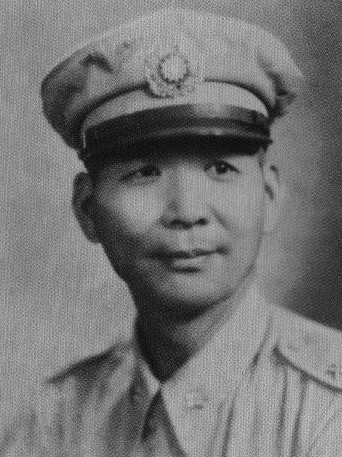
福建省政府主席：胡璉

## 大事記
- 1955年前後，蔣經國加緊暗殺和破壞中共高層[1]:606。周恩來參加萬隆會議從香港轉機，中情局與國軍刺殺周未果，蔣介石日記中記載：「匪人全部覆滅，惜周恩來未在該機」[1]:607。

### 1月
- 1月20日——解放軍猛犯一江山，守軍奮戰，全部壯烈成仁[2]:79。
- 1月26日——美國眾議院通過「授權艾森豪總統使用武裝部隊協防臺澎及有關地區案」（1月29日，參議院通過。）[3]:592。

### 2月
- 美國國務院宣稱：國際任何討論台灣問題之會議，倘無中華民國代表出席，美國決不參加[2]:80。
- 2月8日——蔣中正播告中外，撤退大陳轉移兵力，增強金、馬防務，係配合新戰略，作積極反攻之準備；並斥「臺灣海峽停火」及「兩個中國」之論[3]:593。

### 3月
- 3月3日——中美共同防禦條約生效以後，美國設立美軍協防台灣司令部，美軍駐台軍事顧問團擴大到2,600人，美國空軍第十三特種航空隊進駐台灣[4]:376。
- 3月23日——蔣中正對美國《紐約時報》塞資伯格嚴正表示其一定為金馬而戰，決心戰至最後一人[2]:80。蔣對塞資伯格表示，那些在雅爾達會議欺騙他之盟國，現在復建議「從他較前縮小的轄區中再繼續放棄若干地點」表示憤慨。試圖強迫我們不經一戰而放棄沿海島嶼是不公正的。那將違背所有的國際正義和我們盟國的義務。美國不應同意英國對這事的意見，不論美國是否加入防守這些島嶼，他們都不該企圖強迫盟邦自由中國放棄他們。我們的軍隊在任何情勢下都將不從外島撤退，我們將不對任何的壓力屈服。若因我們退出大陳便以為我們將撤退馬祖金門，那是一個錯誤[5]:347。

### 4月
- 4月3日——美國陸軍部長史蒂文茲（英语：Robert T. Stevens）抵臺[3]:593；蔣介石接見史蒂文茲，商談台美有關問題[2]:81。
- 4月4日——美國第十六軍刀機截擊隊自琉球調防台灣[3]:594。
- 4月23日——周恩來提出願與美國談判「台灣危機」之建議，美國堅稱有關台灣任何談判，必須有中華民國參加[3]:595。
- 4月24日——雷福德與助理國務卿勞勃森（英语：W. S. Robertson）奉命抵台，4月27日離台返美[3]:595。
- 4月26日——蒲賴德宣布「美國臺灣聯絡中心」正式成立[3]:595。

### 6月
- 蔣中正對美國記者談話，重申其保衛金馬決心，指出台灣區域緊張，乃由蘇聯繼續侵略中國所造成，決不作任何方式之談判，以駁斥周恩來前往在萬隆會議中所宣稱「願與美國直接談判緩和台灣地區緊張問題」[2]:81。

### 7月
- 石門水庫建設籌備委員會成立，以陳誠為主任委員[2]:81。
- 蔣介石手訂9月3日為「軍人節」[2]:81－82。

### 8月
- 8月20日——總統府參軍長孫立人因『匪』諜郭廷亮案引咎辭職，蔣指定陳誠等9人組織調查委員會澈查[2]:82。孫立人被軟禁。

### 9月
- 行政院長俞鴻鈞發表嚴正聲明，中共藉「自治」之名出賣新疆，係共、俄勾結侵略中國陰謀，一切均屬無效[2]:82。

### 10月
- 蔣介石總統接見韓國自由黨親善使節訪問團，告以台、韓能堅強合作，東亞必有光明[2]:82-83。
- 孫立人案調查委員會提出調查報告，蔣介石以孫立人抗戰有功，特准予自新，毋庸議處[2]:83。
- 政府宣佈：終止對德戰爭狀態[2]:83。
- 10月26日——中華民國承認越南共和國。[2]:77。
- 中原大學創校。

### 11月
- 11月20日——史敦普五度訪臺[3]:600。
- 洪進山事件發生，留日台籍警官洪進山拒絕回台灣，要求投奔中國大陸，被日本當局拘留。
- 東海大學創校。

### 12月
- 中華民國在聯合國安全理事會，否決蒙古人民共和國進入聯合國[2]:83。
- 與越南建立外交關係，互換使節[2]:83。
- 立法院通過「華僑回國投資條例」[2]:83。
- 蔣介石接見美國眾議院外交委員會主席薩布基等，就當時世局交換意見[2]:83。
- 12月17日——中華民國與越南雙方建立公使級外交關係、互換使節[2]:77。

## 出生
参见： 1955年出生
- 1月6日——
  - 謝志偉，外交官、節目主持人、政治人物。現任中華民國駐德國代表。
  - 楊木萬：政治人物、環保運動人士，曾任土城市（今土城區）市民代表。
- 1月7日——何敏誠，政治人物。現任臺中市議員。
- 1月8日——廖國棟（Sufin Siluko），阿美族政治人物。現任立法委員。
- 1月10日——
  - 鄭寶清，政治人物。曾任國大代表、台鹽公司董事長，[桃園市]]前立法委員。
  - 蕭瑤：演員，是王宇婕之母，為香港出道的台灣藝人。1998年，攜女返回台灣發展。
- 1月16日——黃強華：企業家，是黃俊雄長子，現任霹靂國際多媒體董事長。
- 1月20日——周慧瑛：政治人物，曾任立法委員。
- 1月21日——羅智成：作家。
- 1月26日——楊奉琛：雕塑家，曾任楊英風美術館館長。
- 1月27日——黃奇輔：留美金融學家。
- 1月28日——尤美女，曾任立法委員，現任司法院大法官。
- 2月4日——
  - 林德福，政治人物。現任體育署署長。
  - 魏應交：企業家。
  - 許家榮：演員。
- 2月5日——陳曼麗，政治人物。現任立法委員。
- 2月6日——李明星：政治人物、企業家，曾任立法委員、天仁茶業董事長。
- 2月9日——許分草：畫家。
- 2月10日——卓春英：政治人物、社會工作學家，曾任高雄縣副縣長、高雄縣社會科科長、台南市代理市長。
- 2月14日——段緯宇：政治人物，曾任台中市議員。
- 2月17日——葉正：籃球運動員。
- 2月18日——葉佳修：歌手、吉他手、主持人、音樂製作人。
- 2月22日——廖咸浩：政治人物、外文學家，現任教於國立臺灣大學外文系，曾任台北市文化局局長。
- 2月23日——王令麟，企業家。曾任東森董事長、立法委員。
- 3月1日——倪再沁：畫家，曾任台灣省立美術館館長。
- 3月17日——殷琪：企業家，是郭英聲前妻、殷之浩之女，曾任台灣高鐵公司董事長。
- 3月18日——保真：作家、森林學家。
- 3月20日——陳訓養：政治人物，曾任駐大阪辦事處處長。
- 3月26日——
  - 張國立：作家。
  - 張錦華：傳播研究學家。
- 3月27日——秦慧珠：政治人物。
- 3月29日——龔照勝，銀行家，曾任台糖董事長、金管會主委。（2016年逝世）
- 4月1日——陳政忠：政治人物，是陳怡潔之父。
- 4月5日——杜篤之：錄音師、音效師。
- 4月6日——吳繼文：作家。
- 4月7日——劉憶如，財經界、政治人物。曾任財政部部長。
- 4月18日——夏復華：軍事人物。
- 4月29日——
  - 李壽全：歌手、音樂製作人，是李律之父。
  - 蘇凡凌：作曲家。
- 5月3日——蕭大陸：演員、導演、製作人，是侯怡君之夫。
- 5月7日——
  - 向陽，詩人、作家。
  - 胡文賢：畫家。
  - 陳小霞：作曲家。
- 5月15日——楊念祖：政治人物、政治學家。
- 5月17日——白冰冰：歌手、演員、主持人，是白曉燕之母。
- 5月27日——孟藹倫：政治人物，曾任勞委會勞工保險處處長。
- 5月30日——李永得，政治人物。現任客委會主委。
- 5月31日——
  - 郭倍宏，台灣獨立運動參與者。曾任台灣學生社社長、臺獨聯盟美國本部主席，現任民視董事長。
  - 翁重鈞，政治人物。曾任嘉義縣議員、立法委員。
- 6月5日——陳義聰：牙醫師。
- 6月10日——陳滄江，政治人物。首位民進黨籍金門縣議員。
- 6月13日——吳佳珊：演員、主持人，是許家榮之妻。
- 6月22日——袁曉峰：航空工程學家。
- 6月23日——鄭進一，藝人、歌手、作曲人。
- 6月24日——李喜明：軍事人物。
- 6月28日——李逸洋，政治人物。「蓬萊島三君子」之一，曾任內政部長。
- 6月30日——徐耀昌，政治人物。曾任立法委員，現任苗栗縣縣長。
- 7月1日——陳美鳳：歌手、演員、主持人。
- 7月9日——吳思華，學者、政治人物。曾任政治大學校長、教育部長。
- 7月11日——陳明通，學者、政治人物。曾任陸委會主委。2018年回任陸委會主委。
- 7月15日——王宣一：作家，是詹宏志之妻。
- 7月18日——林武忠：政治人物。
- 7月19日——史維：航空工程學家，是赴香港任職的台灣教育家，曾任香港科技大學校長。
- 7月20日——李英：作曲家、指揮家。
- 7月24日——洪平朗：政治人物。
- 8月5日——溫玉霞：政治人物、企業家，是吳松柏之妻，現任立法委員。
- 8月10日——施俊吉：政治人物。
- 8月12日——林菲滿：書法家、畫家。
- 8月14日——楊祖珺，左翼作家。
- 8月18日——
  - 簡肇棟，政治人物。曾任大里市市長、立法委員。
  - 張瓊文：大法官。
- 8月22日——
  - 林鴻池，政治人物。曾任立法委員、中國國民黨副秘書長、政策會執行長。
  - 蔡玉玲：法官、政治人物，曾任蒙藏委員會委員長。
- 8月24日——郭箏：小說家。
- 8月30日——王釧如：演員。
- 9月6日——向娃：歌手、演員。
- 9月10日——邱創良：政治人物。
- 9月16日——羅曼菲：舞蹈家。
- 9月18日——
  - 郭玟成：政治人物。
  - 陳裕璋：會計師、政治人物，曾任台北市副市長、第一金控董事長、悠遊卡公司董事長。
- 9月19日——鄭平君：演員、教師。
- 9月23日——許釗滂：攝影師。
- 9月24日——黃兆呈：政治人物，曾任高雄縣議員、林園鄉（今林園區）鄉長。
- 10月5日——談學斌：演員。
- 10月6日——劉炳華：政治人物，是劉炳偉之弟，曾任立法委員。
- 10月7日——李桐豪：政治人物、經濟學家，曾任立法委員、台灣證券交易所監察人、國立政治大學金融系主任。
- 10月8日——苦苓，作家、節目主持人。
- 10月9日——鄭秀玲：政治人物、經濟學家，曾任立法委員、國立台灣大學經濟學系教授。
- 10月10日——
  - 李小石：登山家。
  - 湯銘哲：醫學家。
- 10月13日——林維揚：政治人物，曾任駐汶萊代表。
- 10月15日——
  - 周喜蘭：廣播主持人。
  - 顏純左：政治人物、醫師，曾任台南市副市長、台南縣副縣長。
- 10月17日——郭俊銘：政治人物。
- 10月18日——陳良沛：軍事人物。
- 10月23日——黃瑞明：律師。
- 10月24日——
  - 莊碩漢：政治人物。
  - 高英傑：棒球教練。
- 10月25日——陳光復，政治人物。曾任高雄市議員、立法委員，現任澎湖縣縣長。
- 10月26日——馬永玲：演員、企業家，是馬志玲之弟。
- 10月29日——
  - 陳新民，法律學者。曾任司法院大法官。
  - 朱敬一：經濟學家。
- 11月3日——周紹棟：演員。
- 11月4日——宋懷琳：政治人物，現任南投縣議員，曾任南投市市長。
- 11月5日——林洲民，設計師。現任臺北市政府都市發展局局長。
- 11月6日——龍天翔：演員。
- 11月10日——鄭永堂：政治人物，是鄭永金之弟，曾任國民大會代表。
- 11月16日——陳文琦：企業家，是王雪紅之夫，現任威盛電子董事長。
- 11月20日——鄭德美：軍事人物。
- 11月29日——闕志鴻：天文學家。
- 12月2日——王淑慧：政治人物。
- 12月5日——陳培哲：醫師、肝病研究學家。
- 12月6日——
  - 蘇志誠，前總統李登輝重要幕僚。曾任中華民國總統府辦公室主任，代表李登輝出任與中國的「密使」。
  - 高向鵬：歌手。
- 12月9日——陳清寶：政治人物。
- 12月11日——郭素春，政治人物。曾任立法委員。
- 12月19日——林央敏，作家、詩人。台語文學理論建構者。
- 12月24日——馬西屏：作家、記者、時事評論家。
- 12月30日——李國修：演員，是王月之夫，為屏風表演班創辦人。